# 진도고등학교
진도고등학교(珍島高等學校)는 대한민국 전라남도 진도군 진도읍 동외리에 위치한 사립 고등학교이다.

## 학교 연혁
- 1945년 12월 15일 : 진도 중학원 설립 인가
- 1947년 4월 9일 : 진도 초급 중학원 설립 인가 (문보 제108호)
- 1951년 8월 31일 : 진도중학교 설립 인가 (문보 제502호)
- 1957년 3월 15일 : 재단법인 진도중학교 인가 (문보 제764호)
- 1964년 3월 30일 : 학교법인 옥주학원 설립 인가 (문보행 1040.3)
- 1967년 12월 14일 : 진도 종합고등학교 설립 인가
- 1973년 9월 28일 : 진도 고등학교로 교명 변경
- 1987년 12월 31일 : 진도읍 동외리 555-5로 학교 이설
- 1997년 3월 1일 : 진도 중학교 폐교, 진도 고등학교 남녀 공학으로 통합(15학급 인가)
- 2010년 9월 1일 : 교육부 지정 기숙형고교(자율학교) 선정
- 2011년 7월 15일 : 교육부 교과교실제 선진형 운영학교 지정
- 2022년 2월 10일 : 2022 AI교육 선도학교 선정
- 2023년 3월 2일 : 제11대 조재권 교장 취임
- 2025년 1월 10일 : 제55회 79명 졸업(총 졸업생수 7,845명)
- 2025년 3월 4일 : 2025학년도 입학식(신입생 76명)

## 참고 자료
- 진도고등학교 - 한국교육학술정보원 학교알리미